# DEN 0255-4700
DEN 0255-4700 (= DENIS-P J025503.3-470049) is een bruine dwerg met een magnitude (in V) van +22,92 in het sterrenbeeld Eridanus met een spectraalklasse van L9. De ster bevindt zich 15,88 lichtjaar van de zon.